# 大阪市電梅田車庫
大阪市電梅田車庫（おおさかしでんうめだしゃこ）は、かつて大阪府大阪市北区小松原町にあった大阪市電の車庫。

## 概要
1909年（明治42年）10月に着工し、1910年（明治43年）12月に、当時の大阪市北区北野小松原町（現在の大阪市北区小松原町）に開設された。
市電の運行上の都合から、1915年（大正4年）から1917年（大正6年）までは、大阪市電の車両工場の付属機関としての役割も兼ねるようになり、一部の車両の修繕も行っていた。
なお、この間に車庫内にループ線が敷設され、出庫・入庫の便の向上が図られた。
1923年（大正12年）4月に廃止され、跡地は大阪富国生命ビルになっている。